# Terre de lumière
Terre de lumière est une mini-série française en quatre épisodes de 95 minutes chacun environ, créée par Jacqueline Caüet et Sarah Romano, réalisée par Stéphane Kurc et diffusée du 12 août au 2 septembre 2008 sur France 2.

## Synopsis
En 1931, dans le Sud de la France, le destin de la belle Aline Boissières bascule lorsqu'elle rencontre Arnaud Villiers, camarade de régiment de son frère Henri. L'amour qui naît entre eux est fulgurant et les lie à jamais. Pourtant le destin ne sera pas tendre avec la jeune femme. Quelques mois plus tard, Arnaud est tué lors d'une escarmouche au Maroc. Aline vit alors dans le souvenir d'Arnaud, mais accepte d'épouser l'instituteur Paul Desmazures. Deux ans plus tard, Paul est assassiné. Aline met en œuvre le projet qu'avait formé Paul de s'installer dans le Sud marocain et d'y construire une nouvelle vie. Mais elle pense toujours à Arnaud, dont le fantôme la poursuit...

## Distribution

### Acteurs principaux
- Mélanie Maudran : Aline Boissières
- Philippe Lefebvre : Henri Boissières, frère d'Aline
- Jean-Yves Berteloot : l'inspecteur Le Hennin
- Alexis Michalik : Arnaud Villiers
- Dominique Guillo : Paul Desmazures, mari d'Aline
- Valérie Mairesse : Tante Flora, tante d'Aline
- Vincent Joncquez : Yvon, cousin d'Aline
- Pierre Boulanger : François, beau fils d'Aline
- Nathan Georgelin : Toine enfant, beau fils d'Aline
- Arthur Chazal : Toine ado, beau fils d'Aline
- Alice Agogue : Virginie enfant, belle fille d'Aline
- Daniel Cohen-Seat : Jean adolescent, fils d'Aline et d'Arnaud
- Florence Thomassin : Paula Koczinsky, la médecin au Maroc
- Abdelhafid Metalsi : Driss, un riche marocain
- Constance Dollé : Mathilde, femme d'Henri
- Franck de la Personne : Gustave Verlaire, 3e mari de Flora
- Annick Blancheteau : Marie Boissières, mère d'Aline
- Laurent Spielvogel : l'inspecteur Morton
- Jean-Marie Winling : le sénateur Regnier, beau-père d'Henri
- Delphin Lacroix : Saturnin

### Figurants
- Roger Giuge : l'homme au cheval de St Paul de Vence (épisode 2)
- Rino Brunetti : l'homme qui caresse la tête de l'enfant à St Paul de Vence (épisode 2)

## Épisodes
1. La Terre natale
2. La Terre étrangère
3. La Terre des tourmentes
4. La Terre des secrets